# Гръцка съпротива
Гръцката съпротива по време на Втората световна война, носеща също името Национално съпротивление (на гръцки: Εθνική Αντίσταση), е термин от историографията за обозначение на различни невъоръжени и въоръжени, самостоятелни и по-скоро противостоящи си групировки в Елада, в хода на окупацията на територията на предвоенна Гърция през ВСВ. 
За своеобразен край на гръцката съпротива се сочи октомври 1944 г., когато от територията на предвоенна Гърция се изтеглят последните части на Оста, а в Атика дебаркират британски военни части в хода на операция „Манна“ (1944).
Основни сили на гръцката съпротива са лявата ЕАМ с нейното въоръжено крило - ЕЛАС и ЕДЕС на Наполеон Зервас. Двете групировки съвместно осъществяват взривяването на моста над река Горгопотамос, подпомогнати от диверсантската група „Командо“ на УСО. След сключеното от Пиетро Бадолио примирие на Италия с антихитлеристката коалиция в редиците на гръцката съпротива назрява разрив, прераснал след печалните декемврийски събития в гражданска война в Гърция. Основни сили на гръцката съпротива са:
| Име                                                                         | Политическа ориентация                                              | Политически лидер                                | Военни сили                                                            | Военен лидер                           | Численост |
| --------------------------------------------------------------------------- | ------------------------------------------------------------------- | ------------------------------------------------ | ---------------------------------------------------------------------- | -------------------------------------- | --------- |
| ЕАМ (Ethnikó Apeleftherotikó Métopo/ΕΑΜ)                                    | лява ориентация, тясно свързана с Комунистическата партия на Гърция | Георгиос Сиантос                                 | ЕЛАС (Ellinikós Laikós Apeleftherotikós Stratós/ELAS)                  | Арис Велухиотис, Стефанос Сарафис      | 100 000   |
| ЕДЕС (Ethnikós Dimokratikós Ellinikós Sýndesmos/EDES)                       | венизелизъм, републиканство, социализъм, антикомунизъм              | Николаос Пластирас (номинално), Комнин Пиромаглу | Народни групи гръцки въстаници (Ethnikés Omádes Ellínon Antartón/EOEA) | Наполеон Зервас                        | 14 000    |
| Народно и социално освобождение (Ethnikí Kai Koinonikí Apelefthérosis/EKKA) | венизелизъм, републиканство, либерализъм, антикомунизъм             | Георгиос Карталис                                | Евзонски полк 5/42                                                     | Димитриос Псарос и Еврипидис Бакирдзис | 1000      |

Гръцката съпротива няма единен център и общо командване.